# Ayrton Montarroyos

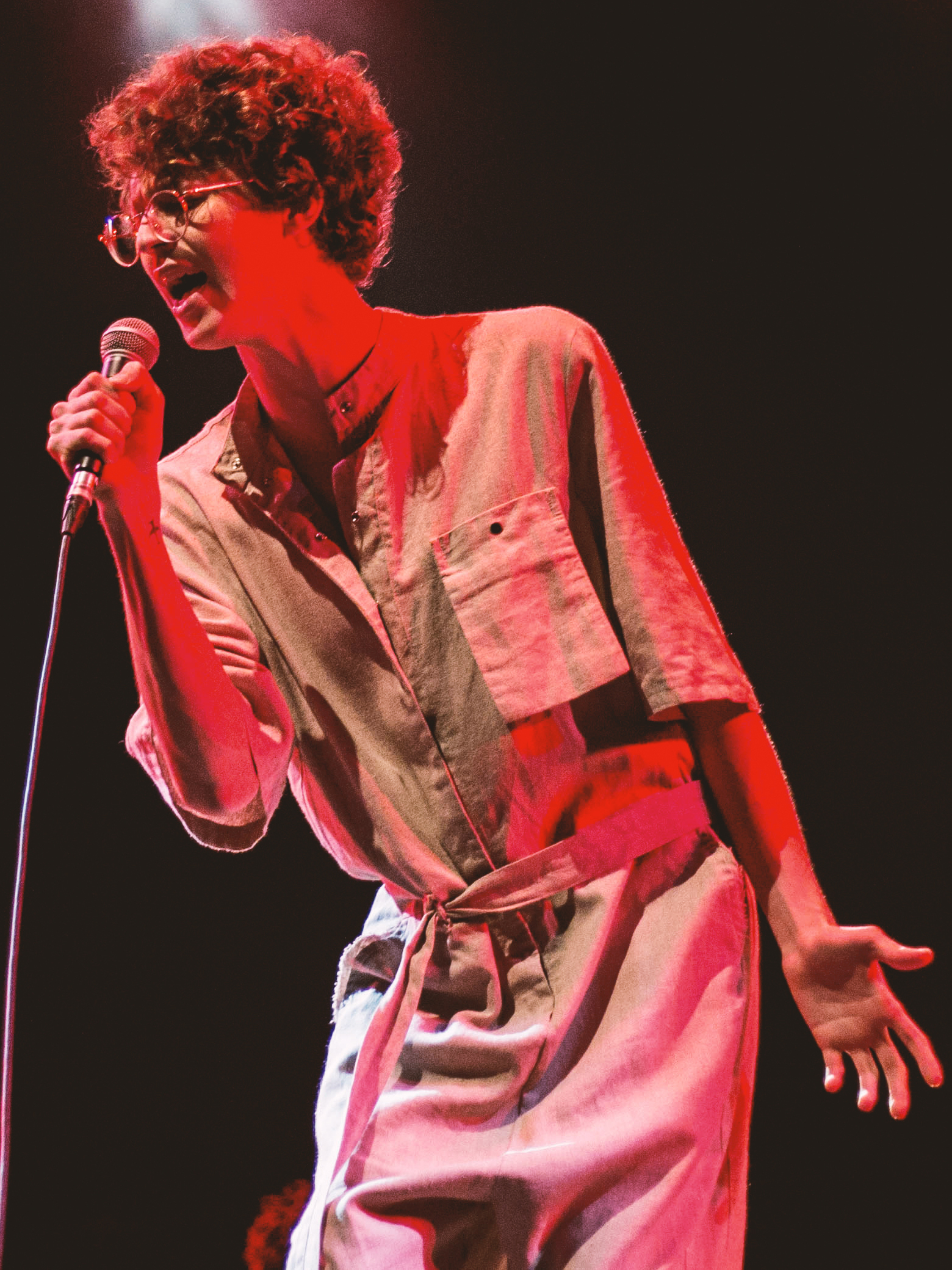
Montarroyos (2017)

Ayrton Montarroyos, eigentlich Ayrton José Montarroyos de Oliveira Pires (* 27. Juni 1995 in Recife, Brasilien) ist ein brasilianischer Sänger. Er ist ein wichtiger Interpret der Música Popular Brasileira und gilt als aufstrebendes Talent dieser Musikrichtung.

## Leben und Wirken
Montarroyos ist jüdisch-spanischer Abstammung, wie er in einem Interview erzählte. Schon als 11-Jähriger wollte er singen; 2011 erfolgte seine erste Aufnahme, in der Musikanthologie zum 100. Geburtstag von Luiz Gonzaga, 2013 dann eine Aufnahme für die Musikanthologie zum 100. Geburtstag von Herivelto Martins, dafür wurde er für den Grammy Latino Award nominiert. 2015 nahm er bei The Voice Brasil teil und landete im Finale.
2017 erfolgte dann die Veröffentlichung seiner ersten CD mit dem Titel „Ayrton Montarroyos“, auf der Duette mit bekannten Kollegen zusammen mit Ayrton zu hören sind, so auch ein Stück, in dem er mit Caetano Veloso sang. Hauptsächlich ist seine Musik der Musica popular brasileira zuzurechnen. Es folgten zahlreiche Konzertauftritte, bis eine Unterbrechung durch die Corona-Pandemie erfolgte.
Der Sänger lebt heute in São Paulo.

## Alben
- Ayrton Montarroyos, 2017.
- Um mergulho de nada, 2019.